# Blaubeuren (Landschaftsschutzgebiet)
Das Landschaftsschutzgebiet Blaubeuren ist ein mit Verordnung der Unteren Naturschutzbehörde beim Landratsamt Alb-Donau-Kreis vom 17. Dezember 1993 ausgewiesenes Landschaftsschutzgebiet (LSG-Nummer 4.25.108).

## Lage und Beschreibung
Das rund 3425 Hektar große Gebiet besteht aus zwei Teilen und umgibt Blaubeuren. Ein kleinerer Teil liegt nordwestlich von Blaubeuren beim Stadtteil Asch. Das Gebiet gehört zu den Naturräumen Mittlere Kuppenalb und Mittlere Flächenalb.
Laut Steckbrief handelt es sich um die Tallandschaft des tertiären Donau- und heutigen Ach- und Blau (Donau)-Tales mit Seitentälern und angrenzenden Hochflächen der Schwäbischen Alb und des Hochsträß. Es handelt sich um landschaftsprägende Talhänge mit typischen Kalkbuchenwäldern; naturnahe Waldränder mit vorgelagerten Wiesenflächen als Lebensraum einer Reihe selten gewordener Tier- und Pflanzenarten; Heideflächen als Dokumentation der früher landschaftstypischen Nutzung als Sommerschafweide sowie Lebensraum einer Vielzahl seltener Tier- und Pflanzenarten; freistehende landschaftstypische Kalkfelsen sowie Halbtrockenrasen an südlich exponierten Hängen und Böschungen. Das Landschaftsschutzgebiet umgibt die Naturschutzgebiete Rabensteig und Untere Hellebarten. Große Teile des Schutzgebiets gehören zum FFH-Gebiet Tiefental und Schmiechtal und der Bannwald Rabensteig liegt fast vollständig im Schutzgebiet. Teile des Vogelschutzgebiets Mittlere Schwäbische Alb liegen im Landschaftsschutzgebiet.

## Schutzzweck
Schutzzweck ist gemäß Schutzgebietsverordnung
Beim Landschaftsteil Ach‑ und Blautal mit Seitentälern:
- die Erhaltung der Vielfalt, Eigenart und Schönheit der Tallandschaft des tertiären Donau‑ und heutigen Ach‑ und Blautales mit seinen Seitentälern und angrenzenden Hochflächen der Schwäbischen Alb und des Hochsträß.
- die Bewahrung der Gewässerläufe mit ihren weiten Schlingen und Ufergehölzen zur Belebung der Landschaft und Förderung von Lebensräumen der heimischen Tier‑ und Pflanzenwelt.
- das Freihalten des unverbauten Talgrundes als stadtnahe Erholungsflur.
- die Erhaltung der landschaftsprägenden Talhänge mit ihren typischen Kalkbuchenwäldern. Besondere Bedeutung kommt den naturnahen Waldrändern mit den vorgelagerten Wiesenflächen als Lebensraum einer Reihe selten gewordener Tier‑ und Pflanzenarten zu.
- die Erhaltung von Heideflächen als Dokumentation der früher landschaftstypischen Nutzung als Sommerschafweide sowie als Lebensraum einer Vielzahl seltener Tier‑ und Pflanzenarten.
- die Erhaltung der freistehenden landschaftstypischen Kalkfelsen sowie der Halbtrockenrasen an südlich exponierten Hängen und Böschungen. Sie sind Lebensraum für eine Vielzahl selten gewordener trockenheitsliebender Tier‑ und Pflanzenarten.

Beim Landschaftsteil Ach‑ und Blautal mit Seitentälern:
- die Erhaltung der Talhänge mit ihren typischen Kalkbuchenwäldern. Besondere Bedeutung kommt den naturnahen Waldrändern mit ihren vorgelagerten Wiesenflächen, die eine Reihe selten gewordener Tiere und Pflanzen beherbergen, zu.
- die Erhaltung der ortsnahen Erholungsflur.